# Эндрис, Мэтт
Мэттью Ли Эндрис (англ. Matthew Lee Andriese, 28 августа 1989, Редлендс, Калифорния) — американский бейсболист, питчер клуба Главной лиги бейсбола «Бостон Ред Сокс».

## Карьера
Мэтт закончил старшую школу Редлендс Ист Вэлли, после чего был выбран клубом «Техас Рейнджерс» на драфте 2008 года. Вместе с ним также учился будущий игрок Главной лиги бейсбола Тайлер Чатвуд. Контракт с «Техасом» Эндрис подписывать не стал, поступив в Калифорнийский университет в Риверсайде. В 2011 году на драфте его выбрали «Сан-Диего Падрес». Подписав свой первый профессиональный контракт, Мэтт начал карьеру в качестве стартового питчера в команде «Лейк-Элсинор Сторм».
Летом 2013 года Мэтт был переведён в AAA-лигу из «Сан-Антонио Мишенс» в «Тусон Падрес». Также по итогам сезона он вошёл в сборную звёзд Лиги Техаса. В январе 2014 года Эндрис и ещё четыре игрока «Падрес» были обменяны в «Тампу-Бэй» на Алекса Торреса и Джесси Хана.
Сезон 2014 года он провёл в составе Дарем Буллз в AAA-лиге. В апреле 2015 года он дебютировал в Главной лиге бейсбола, сначала в качестве реливера, а затем и стартовым питчером.
В регулярном чемпионате в 2018 году Мэтт провёл на поле 59 2/3 иннинга, одержав три победы и потерпев четыре поражения. В июле «Тампа-Бэй» обменяла Эндриса в «Аризону». В сезоне 2019 года он сыграл в 54 матчах, провёл на поле 70,2 иннинга с пропускаемостью 4,71, одержав пять побед при пяти поражениях. В январе 2020 года его обменяли в «Лос-Анджелес Энджелс» на питчера Джереми Бизли. В регулярном чемпионате Эндрис провёл на поле 32 иннинга, сделав два сейва. Лучшим для него отрезком сезона стали последние десять матчей, в которых его показатель пропускаемости составил 1,65. Лучше всего питчер действовал против правосторонних отбивающих, эффективность которых составила всего 16,9 %. 
В декабре 2020 года Эндрис подписал однолетний контракт на 2,1 млн долларов с клубом «Бостон Ред Сокс».